# Dreiecksfläche

Allgemeines Dreieck

Die exakte Berechnung des Flächeninhalts eines Dreiecks ist eines der ältesten Probleme der Geometrie. Bereits im antiken Ägypten stellte es sich, wenn nach dem Rückgang der Nilüberschwemmung das fruchtbare Ackerland neu zu verteilen war.
Auch in der Landvermessung mittels Triangulierung und in modernen Bereichen der Mathematik wird das Prinzip der Dreiecksnetze benutzt.

## Flächenformeln

### Die Formel halbe Grundseite mal Höhe
Die Grundlage aller Flächenformeln von ebenen Figuren ist die Definition des Flächeninhalts eines Rechtecks:
Der Flächeninhalt {\displaystyle F} eines Rechtecks mit den Seitenlängen {\displaystyle a,b} ist {\displaystyle \ F=a\cdot b}.

Fläche des Dreiecks:

Die Abbildung zeigt, dass der Flächeninhalt eines Dreiecks mit der Grundseite {\displaystyle g}, das ist eine der drei Dreiecksseiten, und der Höhe {\displaystyle h} gleich dem halben Flächeninhalt eines Rechtecks mit den Seiten {\displaystyle g,h} ist:
{\displaystyle F={\frac {1}{2}}g\cdot h}.
Alle weiteren Flächenformeln können auf diese Formel zurückgeführt werden.

### Weitere Flächenformeln

Mit Seiten und Winkel:

#### Mit Winkel
Falls zwei Seiten und der eingeschlossene Winkel bekannt sind:
- {\displaystyle F={\frac {1}{2}}bc\sin \alpha ={\frac {1}{2}}ca\sin \beta ={\frac {1}{2}}ab\sin \gamma \ }.

Speziell:

rechtwinkliges Dreieck:  {\displaystyle \ F={\frac {1}{2}}ab\ }, falls {\displaystyle \gamma =90^{\circ }\ } und

gleichseitiges Dreieck: {\displaystyle \ F=a^{2}{\frac {\sqrt {3}}{4}}}

#### Mit dem Satz von Heron

Mit In- und Umkreisradius

Herons Formel:
- {\displaystyle F={\sqrt {s(s-a)(s-b)(s-c)}}}

Dabei ist : {\displaystyle \ s={\frac {a+b+c}{2}}\ } (halber Umfang).

#### Mit Umkreis- bzw. Inkreisradius
Mit dem Umkreisradius {\displaystyle R} und dem Inkreisradius {\displaystyle r}. Der Umkreis geht durch die Ecken, der Inkreis berührt die Seiten. Der Umkreismittelpunkt {\displaystyle U} liegt auf allen Mittelsenkrechten, der Inkreismittelpunkt {\displaystyle I} liegt auf allen Winkelhalbierenden und hat zu allen Dreiecksseiten den gleichen Abstand.

Wendet man den Kreiswinkelsatz auf den Winkel {\displaystyle \gamma } im Umkreis und dessen Zentriwinkel an, so folgt {\displaystyle \;\sin \gamma ={\tfrac {c/2}{R}}\;} und mit der obigen Flächenformel
- {\displaystyle F={\frac {abc}{4R}}}

Die Dreiecksfläche lässt sich auch als Flächensumme der 3 durch den Inkreismittelpunkt  {\displaystyle I} bestimmten Teildreiecken darstellen. Die Höhen der Teildreiecke sind alle gleich dem Inkreisradius {\displaystyle r}. Damit ist:
- {\displaystyle F=sr={\frac {a+b+c}{2}}\;r}

#### Mit Koordinaten in  der Ebene

Mit Koordinaten

Die Ecken werden mit kartesischen Koordinaten beschrieben:

Die Fläche lässt sich dann als der Betrag einer 2x2-Determinante oder auch einer 3x3-Determinante berechnen. Der Flächeninhalt des Dreiecks
{\displaystyle P_{1}=(x_{1},y_{1}),\ P_{2}=(x_{2},y_{2}),\ P_{3}=(x_{3},y_{3})\ } ist
- {\displaystyle F=|\;{\frac {1}{2}}{\begin{vmatrix}x_{2}-x_{1}&x_{3}-x_{1}\\y_{2}-y_{1}&y_{3}-y_{1}\end{vmatrix}}\;|=|\;{\frac {1}{2}}{\begin{vmatrix}1&1&1\\x_{1}&x_{2}&x_{3}\\y_{1}&y_{2}&y_{3}\end{vmatrix}}\;|}

{\displaystyle \quad ={\frac {1}{2}}|(x_{2}-x_{1})(y_{3}-y_{1})-(x_{3}-x_{1})(y_{2}-y_{1})|}
Zum Beweis ziehe man (im Bild) von der Fläche des großen Rechtecks die halben Flächen der kleinen Rechtecke (lila Dreiecke) ab:
{\displaystyle F=(x_{2}-x_{1})(y_{3}-y_{1})}
{\displaystyle \qquad -{\frac {1}{2}}\left((x_{2}-x_{1})(y_{2}-y_{1})+(x_{2}-x_{3})(y_{3}-y_{2})+(x_{3}-x_{1})(y_{3}-y_{1})\right)}
und vergleiche beide ausmultiplizierten Ausdrücke. Dabei genügt es, die Ausdrücke für den Fall {\displaystyle (x_{1},y_{1})=(0,0)} zu vergleichen, da eine Verschiebung des Koordinatensystems an den Flächeninhalten nichts ändert.
Sind die Punkte im mathematisch positiven Sinn (Gegenuhrzeiger) angeordnet, können die Betragsstriche weggelassen werden. Der Wert der Determinante ist dann immer positiv.

#### Mit Koordinaten im Raum
Für das Dreieck im Raum
{\displaystyle P_{1}=(x_{1},y_{1},z_{1}),\ P_{2}=(x_{2},y_{2},z_{2}),\ P_{3}=(x_{3},y_{3},z_{3})}
erhält man den Flächeninhalt mit Hilfe des Vektorproduktes:
- {\displaystyle F={\frac {1}{2}}|{\overrightarrow {P_{1}P_{2}}}\times {\overrightarrow {P_{1}P_{3}}}|={\frac {1}{2}}|{\overrightarrow {P_{1}P_{2}}}||{\overrightarrow {P_{1}P_{3}}}|\sin \varphi }

{\displaystyle \varphi } ist der Winkel zwischen den Vektoren {\displaystyle {\overrightarrow {P_{1}P_{2}}},{\overrightarrow {P_{1}P_{3}}}}.

Mit Hilfe des Skalarproduktes ergibt sich
- {\displaystyle F={\frac {1}{2}}{\sqrt {|{\overrightarrow {P_{1}P_{2}}}|^{2}|{\overrightarrow {P_{1}P_{3}}}|^{2}-({\overrightarrow {P_{1}P_{2}}}\cdot {\overrightarrow {P_{1}P_{3}}})^{2}}}}

Die letzte Gleichung folgt aus
{\displaystyle ({\vec {a}}\times {\vec {b}})^{2}=(|{\vec {a}}||{\vec {b}}|\;\sin \varphi )^{2}={\vec {a}}^{2}{\vec {b}}^{2}(1-\cos ^{2}\varphi )={\vec {a}}^{2}{\vec {b}}^{2}-({\vec {a}}\cdot {\vec {b}})^{2}}.

## Flächenberechnung sphärischer Dreiecke
Streng genommen ist kein Dreieck auf der Erdoberfläche eben, da die Erde bekanntlich annähernd Kugelgestalt hat (siehe Erdkrümmung). Bei sehr großen Dreiecken (etwa Kapstadt – Rio de Janeiro – Tokio) muss man daher auf Methoden der sphärischen Geometrie (bzw. sphärische Trigonometrie) oder der Differentialrechnung zurückgreifen:
Nach dem Satz von Legendre hat ein kleines sphärisches Dreieck nahezu den gleichen Flächeninhalt wie ein ebenes Dreieck mit drei gleich langen Seiten. Diese sog. Verebnung wird umso genauer, je kleiner die Dreiecke werden. Daraus folgt eine iterative Methode der Flächenberechnung eines sphärischen Dreiecks: Man halbiere wiederholt die geodätischen Linien, die die Begrenzung des Dreiecks bilden, und berechne die sich aus den kleineren Dreiecken ergebenden Flächensummen. Der Grenzwert dieses Vorgangs existiert und ist die Fläche des sphärischen Dreiecks.
Zwei direkte Wege führen freilich rascher ans Ziel: entweder über geeignete Formeln aus der sphärischen Trigonometrie oder über den sphärischen Exzess (den Überschuss der Winkelsumme über 180°). Für ein sphärisches Dreieck mit Innenwinkeln {\displaystyle \alpha ,\beta ,\gamma }, das auf einer Kugel mit Radius {\displaystyle r} liegt, gilt dabei die folgende Formel:
{\displaystyle F=(\alpha +\beta +\gamma -\pi )\cdot r^{2}}
Der Exzess ist direkt proportional zur Dreiecksfläche, was auch auf dem Erdellipsoid für die Praxis der Geodäsie genau genug ist. Der Ersatz von Kugeldreiecken durch ihre ebenen Äquivalente wird allerdings schon ab etwa 10 km zu ungenau.